# Eurolophosaurus
Eurolophosaurus – rodzaj jaszczurek z rodziny lawanikowatych (Tropiduridae).

## Zasięg występowania
Rodzaj obejmuje gatunki występujące endemicznie w Brazylii. 

## Systematyka

### Etymologia
Eurolophosaurus: gr. ευρος euros „wschodni”; λοφος lophos „grzbiet, czub”; σαυρος sauros „jaszczurka”. 

### Podział systematyczny
Do rodzaju należą następujące gatunki:
- Eurolophosaurus amathites (Rodrigues, 1984)
- Eurolophosaurus divaricatus (Rodrigues, 1986)
- Eurolophosaurus nanuzae (Rodrigues, 1981)